# Экономика Чили
Экономика Чили — шестая экономика Латинской Америки по ВВП и седьмая по паритету покупательной способности. Согласно данным Всемирного банка, Чили относится к категории стран с высоким уровнем доходов. По состоянию на 1 января 2021 года минимальный размер оплаты труда в Чили является самым высоким в Южной Америке и вторым самым высоким в Латинской Америке, после Коста-Рики (₡317915.58 ($519.51), в Чили 326500 песо ($463.58)). С 1 января 2025 года минимальный размер оплаты труда в Чили составляет 511500 песо ($506,38) в месяц. 
Чили, наряду с Уругваем и Коста-Рикой, считается одной из самых демократических, не коррумпированных, безопасных и богатых стран в Латинской Америке. По состоянию на 2021 год Чили согласно индексу восприятия коррупции имеет второй самый низкий уровень коррупции среди стран Латинской Америки после Уругвая (22-место в мире) и занимает 25-место в мире, на одну позицию выше США.
Чили является единственной латиноамериканской страной, входящей в ОЭСР. Однако в стране велико неравенство: коэффициент Джини по доходам (0,49 по данным 2014 года) — самый высокий среди стран ОЭСР. В Чили бесплатно только базовое школьное образование, дальнейшие уровни образования являются платными, начиная со старших классов школы, даже в государственных образовательных учреждениях. Медицинские услуги в Чили полностью платные и достаточно дорогие, обязательная медицинская страховка покрывает их стоимость не полностью.
Большую часть экономики занимает сектор услуг (61,6 % ВВП), за ним следует добывающая промышленность, которая в 2012 году составила 14,2 % ВВП. Чили является главным мировым производителем меди, лития, иода; страна является также крупным экспортёром пищевых продуктов, таких как виноград, черника, сливы, сушёные яблоки, лосось, форель.
В Чили действуют две свободные экономические зоны: в северном порту Икике и на крайнем юге в Пунта-Аренас.

## Статистика
В следующей таблице показаны основные экономические показатели за 1980-2025 года. Инфляция менее 5 % обозначена зелёной стрелкой.
| Год  | ВВП (ППС) (в млрд долл. США) | ВВП на душу населения (ППС) (в долл. США) | ВВП (номинал) (в млрд долл. США) | ВВП на душу населения (номинал) (в долл. США) | Рост ВВП (реальный) | Уровень инфляции (в процентах) | Безработица (в процентах) | Государственный долг (в процентах от ВВП) |
| ---- | ---------------------------- | ----------------------------------------- | -------------------------------- | --------------------------------------------- | ------------------- | ------------------------------ | ------------------------- | ----------------------------------------- |
| 1980 | 38,3                         | 3,439                                     | 28,8                             | 2,580                                         | ▲7,9 %              | ▲35,1 %                        | 11,5 %                    | н/д                                       |
| 1981 | ▲44,5                        | ▲3,918                                    | ▲34,1                            | ▲3,005                                        | ▲6,2 %              | ▲19,7 %                        | ▼10,3 %                   | н/д                                       |
| 1982 | ▼40,8                        | ▼3,538                                    | ▼25,4                            | ▼2,240                                        | ▼−13,6 %            | ▲9,9 %                         | ▲19,8 %                   | н/д                                       |
| 1983 | ▲41,2                        | ▼3,518                                    | ▼20,6                            | ▼1,762                                        | ▼−2,8 %             | ▲27,3 %                        | ▲21,0 %                   | н/д                                       |
| 1984 | ▲45,3                        | ▲3,797                                    | ▼20,1                            | ▼1,687                                        | ▲5,9 %              | ▲19,9 %                        | ▼17,5 %                   | н/д                                       |
| 1985 | ▲47,6                        | ▲3,934                                    | ▼17,2                            | ▼1,424                                        | ▲2,0 %              | ▲30,7 %                        | ▼15,0 %                   | н/д                                       |
| 1986 | ▲51,3                        | ▲4,165                                    | ▲18,5                            | ▲1,504                                        | ▲5,6 %              | ▲19,5 %                        | ▼12,3 %                   | н/д                                       |
| 1987 | ▲56,1                        | ▲4,475                                    | ▲21,8                            | ▲1,743                                        | ▲6,6 %              | ▲19,9 %                        | ▼11,0 %                   | н/д                                       |
| 1988 | ▲62,3                        | ▲4,884                                    | ▲25,7                            | ▲2,021                                        | ▲7,3 %              | ▲14,7 %                        | ▼9,9 %                    | н/д                                       |
| 1989 | ▲71,5                        | ▲5,518                                    | ▲29,6                            | ▲2,289                                        | ▲10,6 %             | ▲17,0 %                        | ▼8,0 %                    | н/д                                       |
| 1990 | ▲76,9                        | ▲5,836                                    | ▲32,9                            | ▲2,501                                        | ▲3,7 %              | ▲26,0 %                        | ▼7,8 %                    | н/д                                       |
| 1991 | ▲85,6                        | ▲6,378                                    | ▲37,9                            | ▲2,830                                        | ▲7,7 %              | ▲21,8 %                        | ▲8,2 %                    | 37,4 %                                    |
| 1992 | ▲97,3                        | ▲7,120                                    | ▲46,2                            | ▲3,386                                        | ▲11,1 %             | ▲15,5 %                        | ▼6,7 %                    | ▼30,7 %                                   |
| 1993 | ▲106,3                       | ▲7,644                                    | ▲49,5                            | ▲3,359                                        | ▲6,7 %              | ▲12,7 %                        | ▼6,5 %                    | ▼28,3 %                                   |
| 1994 | ▲114,1                       | ▲8,060                                    | ▲57,1                            | ▲4,036                                        | ▲5,1 %              | ▲11,5 %                        | ▲7,8 %                    | ▼22,8 %                                   |
| 1995 | ▲126,7                       | ▲8,804                                    | ▲73,5                            | ▲5,113                                        | ▲8,8 %              | ▲8,2 %                         | ▼7,4 %                    | ▼17,4 %                                   |
| 1996 | ▲137,9                       | ▲9,450                                    | ▲78,0                            | ▲5,346                                        | ▲6,9 %              | ▲7,4 %                         | ▼6,5 %                    | ▼14,7 %                                   |
| 1997 | ▲150,7                       | ▲10,285                                   | ▲84,9                            | ▲5,738                                        | ▲7,4 %              | ▲6,1 %                         | ▼6,1 %                    | ▼12,9 %                                   |
| 1998 | ▲159,0                       | ▲10,656                                   | ▼81,5                            | ▼5,439                                        | ▲4,4 %              | ▲5,1 %                         | ▲6,2 %                    | ▼12,2 %                                   |
| 1999 | ▲160,7                       | ▼10,612                                   | ▼75,0                            | ▼4,941                                        | ▼−0,5 %             | ▲3,3 %                         | ▲10,0 %                   | ▲13,4 %                                   |
| 2000 | ▲173,1                       | ▲11,241                                   | ▲77,8                            | ▲5,054                                        | ▲5,2 %              | ▲3,8 %                         | ▼9,7 %                    | ▼13,2 %                                   |
| 2001 | ▲182,9                       | ▲11,745                                   | ▼70,9                            | ▼4,558                                        | ▲3,3 %              | ▲3,6 %                         | ▲9,9 %                    | ▲14,5 %                                   |
| 2002 | ▲191,4                       | ▲12,218                                   | ▼69,7                            | ▼4,450                                        | ▲3,1 %              | ▲2,5 %                         | ▲9,8 %                    | ▲15,2 %                                   |
| 2003 | ▲203,2                       | ▲12,862                                   | ▲75,6                            | ▲4,776                                        | ▲4,1 %              | ▲2,8 %                         | ▼9,5 %                    | ▼12,7 %                                   |
| 2004 | ▲223,9                       | ▲14,014                                   | ▲99,2                            | ▲6,201                                        | ▲7,2 %              | ▲1,1 %                         | ▲10,0 %                   | ▼10,3 %                                   |
| 2005 | ▲244,3                       | ▲15,126                                   | ▲122,9                           | ▲7,609                                        | ▲5,7 %              | ▲3,1 %                         | ▼9,3 %                    | ▼7,0 %                                    |
| 2006 | ▲267,7                       | ▲16,399                                   | ▲154,8                           | ▲9,482                                        | ▲6,3 %              | ▲3,4 %                         | ▼8,0 %                    | ▼5,0 %                                    |
| 2007 | ▲288,3                       | ▲17,482                                   | ▲173,5                           | ▲10,516                                       | ▲4,9 %              | ▲4,4 %                         | ▼7,0 %                    | ▼3,9 %                                    |
| 2008 | ▲304,4                       | ▲18,256                                   | ▲179,4                           | ▲10,756                                       | ▲3,6 %              | ▲8,7 %                         | ▲7,8 %                    | ▲4,9 %                                    |
| 2009 | ▼301,9                       | ▼17,899                                   | ▼172,5                           | ▼10,222                                       | ▼−1,6 %             | ▲1,5 %                         | ▲10,8 %                   | ▲5,8 %                                    |
| 2010 | ▲323,4                       | ▲18,951                                   | ▲218,3                           | ▲12,792                                       | ▲5,8 %              | ▲1,4 %                         | ▼8,2 %                    | ▲8,6 %                                    |
| 2011 | ▲350,4                       | ▲20,305                                   | ▲252,1                           | ▲14,610                                       | ▲6,1 %              | ▲3,3 %                         | ▼7,1 %                    | ▲11,1 %                                   |
| 2012 | ▲375,9                       | ▲21,547                                   | ▲267,0                           | ▲15,308                                       | ▲5,3 %              | ▲3,0 %                         | ▼6,4 %                    | ▲11,9 %                                   |
| 2013 | ▲397,5                       | ▲22,543                                   | ▲278,3                           | ▲15,788                                       | ▲4,1 %              | ▲1,9 %                         | ▼5,9 %                    | ▲12,7 %                                   |
| 2014 | ▲411,7                       | ▲23,107                                   | ▼260,5                           | ▼14,620                                       | ▲1,8 %              | ▲4,4 %                         | ▲6,4 %                    | ▲15,0 %                                   |
| 2015 | ▲425,8                       | ▲23,645                                   | ▼243,9                           | ▼13,549                                       | ▲2,3 %              | ▲4,4 %                         | ▼6,2 %                    | ▲17,3 %                                   |
| 2016 | ▲436,7                       | ▲24,005                                   | ▲249,9                           | ▲13,738                                       | ▲1,3 %              | ▲3,8 %                         | ▲6,5 %                    | ▲21,0 %                                   |
| 2017 | ▲451,1                       | ▲24,537                                   | ▲276,9                           | ▲15,068                                       | ▲1,5 %              | ▲2,2 %                         | ▲6,7 %                    | ▲23,6 %                                   |
| 2018 | ▲481,6                       | ▲25,978                                   | ▲299,8                           | ▲16,143                                       | ▲4,0 %              | ▲2,4 %                         | ▲7 %                      | ▲ -                                       |
| 2019 | ▲507,9                       | ▲27,059                                   | ▲305,5                           | ▲16,277                                       | ▲3,5 %              |                                |                           |                                           |
| 2020 | ▲534,0                       | ▲28,254                                   | ▲322,9                           | ▲17,022                                       | ▲3,4 %              |                                |                           |                                           |
| 2021 | ▲560,2                       | ▲29,373                                   | ▲340,5                           | ▲17,764                                       | ▲3,2 %              |                                |                           |                                           |
| 2022 | ▲587,7                       | ▲30,541                                   | ▲358,5                           | ▲18,512                                       | ▲3,0 %              |                                |                           |                                           |
| 2023 | ▲620,2                       | ▲31,801                                   | ▲377,7                           | ▲19,298                                       | ▲3,0 %              |                                |                           |                                           |
| 2024 | ▲653,7                       | ▲33,112                                   | ▲399,4                           | ▲20,175                                       | ▲3,0 %              |                                |                           |                                           |
| 2025 | ▲686,4                       | ▲34,498                                   | ▲421,9                           | ▲21,329                                       | ▲3,0 %              |                                |                           |                                           |

## История
Чили сравнительно рано прошла период индустриализации (особенно после открытия месторождений меди и селитры на севере страны в 1840-х годах). Закон о приоритетной миграции 1845 года привлек в страну несколько сотен тысяч немецких переселенцев, 54 % которых составляли квалифицированные рабочие и ремесленники.
Основным экспортным товаром Чили была медь. В 1966 году добыча меди увеличилась на 7,1 %, а её экспорт — на 30 %. С апреля 1966 по апрель 1967 года средняя реальная зарплата в стране выросла на 25,2 %, что было рекордным показателем в Латинской Америке. В 1969 году американская компания Anaconda, которая была главным добытчиком меди в стране, согласилась на национализацию двух своих чилийских меднодобывающих предприятий, обещав продать 51% их акций к январю 1970 года, а остальные — к декабрю 1972 года. При президенте Сальвадоре Альенде в 1971 году были национализированы активы всех трех работавших в Чили американских меднодобывающих компаний — Anaconda, Kennecott и Cerro.
Но в феврале 1971 года в два раза упали мировые цены на медь, дававшую 70% чилийских валютных поступлений, и перестало хватать иностранной валюты на импорт продовольствия. В первой половине 1973 года инфляция достигла 25% в месяц, мясо продавалось по карточкам только три дня в неделю. 
После военного переворота в сентябре 1973 года чилийский государственный долг перед США и Парижским клубом был реструктурирован, страна получила кредиты МВФ и Всемирного банка. Вокруг ставшего диктатором Чили генерала Аугусто Пиночета сложилась группа чилийских экономистов, многие из которых учились в Чикаго под руководством Нобелевского лауреата профессора Фридмана и профессора Арнольда Харбергера. Они разработали применительно к Чили программу перехода к свободной рыночной экономике. Инфляция начала несколько замедляться лишь к 1976 году, однако все равно в этом году промышленное производство Чили было меньше, чем в 1968 году. Иностранные инвесторы обеспечили диверсификацию экспорта: медь теперь давала лишь 50% экспортных поступлений, вырос экспорт фруктов и вина. К 1987 году, когда снова выросли мировые цены на медь, темпы экономического роста Чили достигли 5,6% — самого высокого уровня в Латинской Америке.

## Промышленность

### Добывающая промышленность
Чили богата полезными ископаемыми, её называют «королевством меди», поскольку она занимает 1-е место в мире по добыче и экспорту этого металла. Чилийская медь занимает около 34 % мирового рынка, её добыча контролируется частными компаниями и государственной корпорацией CODELCO. Три важнейших месторождения — Чукикамата и Эль-Сальвадор на севере страны и Эль-Теньенте близ Сантьяго — содержат около 20 % мировых запасов медной руды.
Чилийская компания «Molymet» является крупнейшим в мире продуцентом рения (60 % мирового рынка), хотя её основным объектом производства является молибден — страна занимает 3-е место в мире по его добыче.
Большую роль играет и добыча других ресурсов, в частности железа, нитратов (натуральная селитра), золота и серебра. Кроме этого, страна владеет 18 % мировых запасов лития (Литиевый треугольник), чьё экономическое значение сильно возросло в последние десятилетия в связи с ростом производства литиевых аккумуляторов для цифровой техники и электромобилей. На 2010 год 42 % мирового производства этого металла сосредоточено в Чили.
На севере Чили добывается лазурит, который был объявлен национальным камнем в 1984 году. Он был заменён в 1993 году на комбарбалиту, полудрагоценный декоративный камень, который встречается в изобилии в коммуне Комбарбала.
Селитра, добываемая в Чили, имеет из-за специфичности её состава особое название «чилийской селитры». Одной из крупнейших в мире залежей селитры этого типа — месторождение Педро-де-Вальдивия — расположено в пустыне Атакама.
В качестве побочного продукта из чилийской селитры добывается иод. Страна является крупнейшим поставщиком иода на мировой рынок.
Кроме того, в стране добываются следующие полезные ископаемые:
- самородная сера;
- уголь;
- золото;
- цинк.

Крупнейшие узлы добычи расположены в областях Тарапака, Антофагаста и Атакама; меньшее значение имеет горнодобывающая промышленность в областях Кокимбо, Вальпараисо и Либертадор-Хенераль-Бернардо-О’Хиггинс. В области Магальянес-и-ла-Антарктика-Чилена эксплуатируются месторождения нефти для внутреннего потребления.

## Сельское хозяйство
Особое место в географии сельского хозяйства Чили занимает Продольная долина и так называемые поперечные долины, расположенные на малом Севере и в центральной зоне. По состоянию на 2017 год сельское хозяйство даёт 4,2 % ВВП Чили. По состоянию на 2013 год 9,2 % рабочей силы занято в сельском хозяйстве. Большинство фермерских хозяйств (73,4 %) имеет размеры не более 20 га.
Важнейшими видами растениеводства на национальном уровне являются пшеница, кукуруза, овёс, картофель, рапс и рис.
Около 60 % выращиваемых фруктов идёт на экспорт; Чили является лидером по экспорту фруктов в Южном полушарии. Она занимает 1-е место в мире по экспорту свежего винограда и черники, 2-е место по экспорту авокадо и 3-е место по экспорту ягод, слив и киви. В стране около 9000 производителей вина и почти 150 виноделен, которые в 2012 году разлили 12,6 млн гектолитров вина.
Благодаря климату, овощи выращиваются круглый год, из них только 2 % в теплицах. Главными овощами для потребления в свежем виде являются салат, лук, помидоры, тыква и морковь, а для переработки — кукуруза, помидоры, артишок, фасоль, спаржа и перец. По площади засева первое место занимают кукуруза и томаты.
В производстве мяса главное место занимает мясо птицы, в основном бройлеров, оно более всего потребляется в стране. Рост заготовки свинины связан с растущим экспортом, в основном в Японию и Южную Корею. Исторически молочные продукты импортировались в Чили, но с 2001 года страна сумела стать чистым экспортёром этой категории.
Лесопереработка развивается благодаря переработке древесной массы и производству картона.
Чили производит от 7 до 11 тыс. тонн мёда в год, экспортируя его в Германию и США.
По сельскохозяйственной специализации Чили выделяются следующие зоны:
- Большой север — разведение верблюдов, выращивание фруктов и зелени в долинах и оазисах;
- Малый север — выращивание фруктов и зелени в поперечных долинах, а также производство напитка писко, сухофруктов и разведение коз;
- Центральная зона — растениеводство для промышленности, выращивание овощей и фруктов, виноделие и лесозаготовки;
- Южная зона — разведение крупного рогатого скота, молочное производство, выращивание зерновых и лесозаготовки;
- Крайний юг — лесозаготовки девственных лесов, разведение крупного рогатого скота и овцеводство.

## Транспорт
Чили располагает развитой транспортной сетью. Протяжённость автомобильных дорог — около 78 тыс. км (2010), железных дорог — 7,28 тыс. км (2014).
Крупнейшие морские порты — Вальпараисо, Антофагаста, Пунта-Аренас, Талькауано, Сан-Антонио.
Метрополитен Сантьяго является одним из самых передовых и современных в Южной Америке. 2 ноября 2017 года открылась 6 линия метро Сантьяго, самая новая и современная в Южной Америке, это первая линия в метро Сантьяго и Чили полностью автоматизированная (GoA 4 уровня автоматизации), поезда работают без машинистов, на всех станциях установлены платформенные раздвижные двери.

## Телекоммуникации
- Cía. de Telecomunicaciones de Chile S.A.

## Экспортиимпорт
Главными статьями экспорта Чили являются:
- медь и другие полезные ископаемые,
- промышленные изделия,
- продукция сельского хозяйства, рыболовства и лесопереработки.

Учреждена и действует чилийско-российская торговая палата.
Россия экспортирует в Чили:
- дизельное топливо и смазочные масла;
- прокат чёрных металлов;
- минеральные удобрения;
- стальную арматуру;
- феррохром.

Российский импорт составляют:
- свежие фрукты;
- агар-агар (сырьё для кондитерской промышленности);
- рыбные консервы;
- вина.

## Доходы населения
| Графики недоступны из-за технических проблем. См. информацию на Фабрикаторе и на mediawiki.org. |
| Рост минимальной заработной платы в Чили между 1987 и 2020 годами в долларах США.               |

Согласно данным Всемирного банка, Чили относится к категории стран с высоким уровнем доходов. В Чили действует прогрессивная шкала налогообложения. По состоянию на январь 2018 года зарплата менее 634 756,50 песо в месяц не облагаться подоходным налогом. По состоянию на 1 января 2021 года минимальный размер оплаты труда в Чили является самым высоким в Южной Америки и вторым самым высоким в Латинской Америке, после Коста-Рики (₡317915.58 ($519.51), в Чили 326500 песо ($463.58)). Средний размер оплаты труда (брутто) в Чили по состоянию на 2022 год составляет 957741 песо ($1082,25) и (нетто) 890699 песо ($1006,49) в месяц. С 1 января 2025 года минимальный размер оплаты труда в Чили составляет 511500 песо ($506,38) в месяц. 
| МРОТ для работников старше 18 лет и младше 65 лет c 2017 по 2020 годы | МРОТ для работников старше 18 лет и младше 65 лет c 2017 по 2020 годы | МРОТ для работников старше 18 лет и младше 65 лет c 2017 по 2020 годы | МРОТ для работников старше 18 лет и младше 65 лет c 2017 по 2020 годы | МРОТ для работников старше 18 лет и младше 65 лет c 2017 по 2020 годы |
| Дата                                                                  | Значение в Чилийских песо                                             | Рост                                                                  | Значение в долларах США                                               | Закон                                                                 |
| --------------------------------------------------------------------- | --------------------------------------------------------------------- | --------------------------------------------------------------------- | --------------------------------------------------------------------- | --------------------------------------------------------------------- |
| 1 июля 2017                                                           | 264 000                                                               | 2 %                                                                   | 417                                                                   | Ley 20.935                                                            |
| 1 июля 2017                                                           | 270 000                                                               | 1,1 %                                                                 | 427                                                                   | Ley 20.935                                                            |
| 1 января 2018                                                         | 276 000                                                               | 7,2 %                                                                 | 466,44                                                                | Ley 20.935                                                            |
| 3 сентября 2018                                                       | 288 000                                                               |                                                                       | 440,37                                                                | Ley 21.112                                                            |
| 1 марта 2019                                                          | 301 000                                                               |                                                                       | 432,22                                                                | Ley 21.112                                                            |
| 1 марта 2020                                                          | 320500                                                                |                                                                       | 476.56                                                                | Ley 21.112                                                            |
| 1 сентября 2020                                                       | 326500                                                                |                                                                       | 489.29                                                                | Ley 21.283                                                            |